# Yamazaki Kotaro
Kotaro Yamazaki (sinh ngày 19 tháng 10 năm 1978) là một cầu thủ bóng đá người Nhật Bản.

## Sự nghiệp câu lạc bộ
Kotaro Yamazaki đã từng chơi cho Nagoya Grampus Eight, Shimizu S-Pulse và Ventforet Kofu.